# Centetostoma juberthiei
Espèce
Centetostoma juberthiei est une espèce d'opilions dyspnois de la famille des Nemastomatidae.

## Distribution
Cette espèce est endémique d'Occitanie en France. Elle se rencontre dans les Pyrénées-Orientales et en Ariège.

## Description
Les mâles mesurent de 1,4 à 1,7 mm et les femelles de 1,6 à 1,75 mm.

## Systématique et taxinomie
Cette espèce a été décrite par Martens en 2011.

## Étymologie
Cette espèce est nommée en l'honneur de Christian Juberthie.

## Publication originale
- Martens, 2011 : « The Centetostoma scabriculum complex — a group of three cryptic species (Arachnida: Opiliones: Nemastomatidae). » Zootaxa, no 2783, p. 35–51.